# 孙宁 (女演员)
孫寧（1978年12月21日—），南京人，中國大陸女演員，目前現居北京。

## 生平
2003年於中央戲劇學院99級表演系畢業，同年拍攝《金粉世家》演出吳佩芳，這項代表作是孫寧第一部電視戲劇，但在拍攝期間傳出孫寧因壓力過大而罹患抑鬱症，經半年調養才有好轉，不過觀眾看見孫寧的努力詮釋吳佩芳角色而獲得觀眾好評，經《龍票》關素梅與《京華煙雲》孫曼妮之後，已既定孫寧在中國收視群形象，一躍成為「中國第一少奶奶」榮座，卻有媒體戲稱她為「少奶奶專業戶」，直到接拍現代劇《將來會怎樣》與偶像劇《老鼠愛大米》之後，才擺脫少奶奶的影子。2007年接拍古裝劇《滇西往事》，雖然重回民初背景劇情，但已擺脫少奶奶定位角色的孫寧，飾演珠寶商千金林依人，而正式告別了少奶奶時代。
2009年與演員王学兵結婚。2012年，孙宁与王学兵离婚。

## 作品

### 電視劇
- 《愛上天使》 飾 喬蘭
- 《緊急追捕》 飾 警察情人
- 《同是天下英雄》 飾 女獸醫
- 《玉帝傳奇》 飾 王母娘娘
- 2002年《金粉世家》 飾 吳佩芳
- 2004年《誰是最愛你的人》 飾 莫寧
- 2004年《龍票》 飾 關素梅
- 2004年《一江春水向東流》 飾 何文艷
- 2005年《京華煙雲》 飾 孫曼妮
- 2005年《老鼠愛大米》 飾 趙凱莉
- 2005年《紅幫裁縫》 飾 莫君蘭
- 2006年《將來會怎樣》 飾 鄭好
- 2006年《再生緣》 飾 皇甫長華
- 2006年《逃亡香格里拉》 飾 婉婷
- 2006年《男人底線》 飾 梁爽、梁冰
- 2006年《同年同月同日生》 飾 羅怡蓮
- 2007年《滇西往事》 飾 林伊人
- 2007年《假如愛能重來》(亦稱《我愛我在》) 飾 沈心璦
- 2007年《若蘭》(亦稱《忘不了》) 飾 沈若蘭
- 2007年《清凌凌的水藍瑩瑩的天》飾 滿一花
- 2008年《滇西1944》饰 沈丽萍
- 2009年《清凌凌的水蓝莹莹的天Ⅱ》饰 满一花
- 2009年《新三国演义》饰 蔡氏
- 2009年《鲜花朵朵》饰 二朵
- 2009年《老大的幸福》饰 梅好
- 2011年《梨花泪》饰 叶茹萍
- 2012年《最爱你的人是我》
- 2013年《火线三兄弟》饰  王慧芸
- 2014年《汉阳造》饰 楚蝶
- 2016年《龙器》饰  陆雨涵
- 2016年《毛泽东三兄弟》饰 杨开慧
- 2017年《楚乔传》饰 魏贵妃
- 2017年《天下粮田》饰 大扇子
- 2018年《浴血三兄弟》(2014年拍攝)饰 凤琴
- 2018年《音乐会》饰 赵芙明
- 2021年《明天我们好好》饰 舒穎
- 2021年《光荣与梦想》饰 蓝冰
- 2021年《火红年华》饰 秦晓丹

### 廣告
- 《 NEC 手機 ( 早期 ) 》 形象代言人
- 《 NEC 手機》 廣告代言人〈與張藝謀導演合作〉
- 《關愛明星心理健康》 形象大使

## 獎項
- 《黑龍江省戲劇新人新作大賽》 獲得第一名
- 《黑龍江省歌手大獎賽》 獲得第一名
- 《全國迎澳門回歸歌手賽》獲得第三名
- 《全省青年演員折子戲》 獲得新苗獎表
- 《BQ2006紅人頒獎》 獲得實力紅人獎